# Sphenoptera aerata
Sphenoptera aerata es una especie de escarabajo del género Sphenoptera, familia Buprestidae. Fue descrita científicamente por Jakovlev en 1887.

## Distribución
Habita en la región paleártica.